# 兵馬の旗
『兵馬の旗』（ひょうまのはた、副題：Revolutionary Wars）は、かわぐちかいじによる日本の漫画。協力は惠谷治。『ビッグコミック』（小学館）にて、2011年4号から2014年15号まで連載された。単行本は全10巻が小学館（ビッグコミックス）から刊行されている。話数表示は「第○陣」（○は漢数字）。
幕末の日本を舞台に、幕府陸軍の将校である若き旗本、宇津木兵馬の戊辰戦争での戦いを描いていく。

## 登場人物

### 主要人物
宇津木兵馬（うつぎ ひょうま）
本作の主人公の1人。幕府伝習隊中尉、指図役。旗本士族・宇津木家の次男。
過去の留学経験により、蘭語と仏語が話せる。留学先のロシア帝国にて、アーニャと結ばれる。アーニャが身籠もるも、兵馬のみ先に日本へ帰国し戊辰戦争へ加わる。
新八郎と再会した際に銃でサシの勝負に臨むが、相打ちとなる。
村田新八郎（むらた しんぱちろう）
本作の主人公の1人。薩摩銃士隊隊長。兵馬のロシア留学時代の同期であり、日本への帰国を手助けした恩人でもある。
兵馬との再会した際に示現流で臨むが、相打ちとなる。
アンナ・セルゲイ・プーシキナ
愛称「アーニャ」。ロシア貴族の令嬢。兵馬と恋に落ち、息子・トーリャを産む。兵馬を追って来日する。
父は若かりし頃にデカブリストの乱に参加し、シベリアに流刑される。母は父の流刑について行き、流刑地でアーニャを産む。
アナトリイ・ヒョーマヴィチ・ウツギ / 宇津木日出雄（うつぎ ひでお）
愛称「トーリャ」。兵馬とアーニャの息子。母に連れられて来日する。乳児の頃から母による日本語教育をされており、成長するにつれて流暢に喋れるまでに至っている。兵馬の実家の近所に住む子供からいじめられていたが（アーニャ談）、自身の母が話す言語に興味を持たれたことで親しくなっている。最終回で13歳になり、母の語学塾の手伝いをしながら樺太を眺める日々を送り、新八郎に誘われる形で樺太へ遠征する決意をする。その際、兵馬から日本名「宇津木日出雄」を命名される。

### その他
徳川慶喜（とくがわ よしのぶ）
江戸幕府第15代将軍。
徳川昭武（とくがわ あきたけ）
慶喜の弟。フランスでアーニャと出会う。
西郷吉之助（さいごう きちのすけ）
薩摩軍参謀。
榎本和泉守武揚（えのもと いずみのかみ たけあき）
開陽丸艦長。旧幕府軍艦奉行。
沢太郎左衛門（さわ たろうざえもん）
開陽丸副長。
三条実美（さんじょう さねとみ）
新政府議定。
岩倉具視（いわくら ともみ）
新政府議定。
大久保一蔵（おおくぼ いちぞう）
薩摩藩新政府参与。
土方歳三（ひじかた としぞう）
新選組副長。鳥羽・伏見の戦いで兵馬と出会う。
相楽総三（さがら そうぞう）
赤報隊一番隊隊長。
伊達慶邦（だて よしくに）
仙台藩藩主。
但木土佐（ただき とさ）
仙台藩筆頭家老。
瀬上主膳（せがみ しゅぜん）
仙台藩士。
世良修蔵（せら しゅうぞう）
長州藩士。奥羽鎮撫総督府下参謀。
梶原平馬（かじわら へいま）
会津藩家老。
松本良順（まつもと りょうじゅん）
幕府陸軍軍医。
大村益次郎（おおむら ますじろう）
長州藩参謀。政府軍謀事務局判事加勢。

## 書籍
- かわぐちかいじ 『兵馬の旗』小学館〈ビッグコミックス〉、全10巻
  1. 2011年08月3日初版発行 2011年07月29日発売 ISBN 978-4-09-184014-1[1]
  2. 2011年11月2日初版発行 2011年10月28日発売 ISBN 978-4-09-184153-7[2]
  3. 2012年04月4日初版発行 2012年03月30日発売 ISBN 978-4-09-184318-0[3]
  4. 2012年08月4日初版発行 2012年07月30日発売 ISBN 978-4-09-184630-3[4]
  5. 2013年01月1日初版発行 2012年12月27日発売 ISBN 978-4-09-184804-8[5]
  6. 2013年05月5日初版発行 2013年04月30日発売 ISBN 978-4-09-185208-3[6]
  7. 2013年10月5日初版発行 2013年09月30日発売 ISBN 978-4-09-185208-3[7]
  8. 2014年02月4日初版発行 2014年01月30日発売 ISBN 978-4-09-185870-2[8]
  9. 2014年06月4日初版発行 2014年05月30日発売 ISBN 978-4-09-186219-8[9]
  10. 2014年10月5日初版発行 2013年09月30日発売 ISBN 978-4-09-186423-9[10]